# خط الزبور
خط الزَبُور، هو الخط الثاني المستخدم في كتابة اللغة العربية الجنوبية، إلى جانب خط المسند الرسمي، وكانت كتابات الزبور مخصصة لموضوعات تخص الحياة اليومية والعملية للناس والمراسلات والمعاملات بينهم، لسهولة تبادلها بين الناس وحفظها في بيوتهم أو متاجرهم أو معابدهم وحملها من بلد لآخر. لأن جريد النخل أو عوداً من خشب مماثل، قد لا يتجاوز طوله قلم الحبر وقد يكون أقصر منه.

## تسميته
والاسم الذي عُرِفَت به هذه الكتابات في اليمن قبل الإسلام، قد حفظته لنا عدد من الكتب العربية القديمة، وهو (زبور) والجمع (زُبُر)، بمعنى (كتاب) و(كُتُب) و(صحيفة) و(صُحُف). كما أن بعض كتابات الزبور المنشورة نفسها، قد اشتملت على الفعل (زَبَرَ) بمعنى (كتبَ). والاسم (زبور) في القرآن الكريم، مشتق من هذا الجذر. ولا علاقة له بالاسم (مزمور) بمعنى (ترنيمة، ترتيلة، أنشودة) المشتق من الجذر (زَمَرَ) بمعنى (أنْشَدَ، رتَلَ، غنىَّ) في اللغة العبرية واللغة السريانية.

## اكتشافه
في عام 1970م، عُثر على عودين من جريد النخل خلال التنقيب في خرائب الجوف في اليمن، وتسرَّبا إلى عالم النقوش محمود الغول. فبقيا لديه دون أن يتمكن من التعرف على الرموز المحزوزة فيهما. وقد ساد الاعتقاد في بداية الأمر، أن تلك الرموز قد تكون رموزاً هندية. وفي بداية الثمانينيات قام محمود الغول مع زملاء له من علماء النقوش بمحاولات عدة، أدت في نهاية الأمر إلى التعرف على الرموز المحزوزة في العودين، بأنها شكل من أشكال خط المسند. وفي الوقت نفسه كانت قد ظهرت في السوق أعواد مماثلة. فتلاشى ما كان قد شاع لدى علماء النقوش من اعتقاد بعدم وجود كتابات غير كتابات المسند وبعد ذلك نشر الأستاذ الدكتور يوسف محمد عبد الله أحد نقوش الزبور وذلك في مجلة اليمن الجديد.
وأغلب النقوش الزبورية التي عثر عليها حتى الآن مصدرها هو خربة السوداء بالجوف (مدينة نشان المعينية)، باستثناء بعض النقوش التي عثر عليها في منطقة ريبون بوادي حضرموت.
اكتشاف كتابات المسند وكتابات الزبور، أكد لعلماء النقوش القديمة، أنَّ الهمداني كان محقاً في قوله، بأن حمير كان لها (زُبُر) و(مَسَاند دهرية). ويعني أن أهل اليمن القديم كان لهم نوعان من الكتابات هما: كتابات المسند، وكتابات الزبور. وبإجراء مقارنة بينهما، من حيث الخط واللغة والمضمون، يمكن التوصل إلى معرفة علاقة كل منهما بالآخر، وكذلك معرفة الغرض من استخدام أهل اليمن القديم لكل منهما.

## الفرق بين الزبور وبين المسند
من حيث الخط فإن كتابات المسند دونت على مواد صلبة، هي أحجار مقطوعة ومسوَّاة، وصخور وألواح من الأحجار والبرونز، أعدت لهذا الغرض. وكان التدوين يتم عن طريق أشكال هندسية متناسقة الأبعاد والأطوال، خطوطها مستقيمة، أو تميل إلى الانحناء، بقدر ما تسمح مادة الكتابة الصلبة بذلك. وكان يقوم بذلك العمل كتَّابٌ مهرة، يتقنون قطع الأحجار ونحتها وتسويتها وتشكيلها وزخرفتها، ونقش الكتابات عليها بخط غائر أو خط نافر. أما كتابات الزبور، فقد دونت بخط لينَّ من خط المسند، تميز بإمكاناته المتعددة في التوصيل والحركة السريعة، والتشكلُّ بحسب قدرات الكاتب وسهولة نقشه على جريد نخل ليَّن أو عود من خشب مماثل. وقد يكون من الكتابة المجودة التي يتألق فيها الكاتب كما أن يكون من الخط الغفل السريع الذي لا إتقان فيه. فإذا كان كاتب خط المسند يحتاج إلى أزميل أو آلة معدنية حادة الطرف لينقش بها كتابته على الحجر، فإن كاتب خط الزبور قد يحتاج إلى عود خشب يشبه اليراع، ويثبت في أحد طرفيه قطعة معدنية طرفها حاد. أو يحتاج إلى قطعة من العاج تتخذ شكل القلم ويبرى أحد طرفيها الصلب ليكون صالحاً للحفر على سطح جريد النخل الليَّن أو أي خشب مناسب. وفي الآونة الأخيرة ظهرت نقوش زبورية مكتوبة على غير الأعواد الخشبية، أبرزها تلك المكتوبة على واجهات الصخور، بالإضافة إلى نقشان زبوريان على ألواح معدنية موجودان حالياً ضمن مجموعة عبد الملك السياني، ونقش زبوري عثر عليه في منطقة مليحة بالإمارات العربية المتحدة مدون على صفيحة معدنية مؤرخ إلى القرن الثالث قبل الميلاد. ويستدل من حديث الهمداني عن بعض الأنساب بأنها مُزبَّرة في خزائن حمير على أن اليمنيين القدماء استخدموا الجلد للتدوين عليه بخط الزبور أيضاً.
تشترك لغة نقوش الزبور مع لغة كتابات المسند في كثير من خصائص النحو والصرف والمفردات. إلا أن كتابات الزبور تحوي مصطلحات ومفردات وتعابير قلَّ أن ترد في كتابات المسند. وقد يعثر فيها على تعابير ومفردات مما يجري على ألسنة العامة. لأن موضوعاتها تخص حياتهم. وتتطلب استخدام ضمير المتكلم والمخاطب أكثر من استخدامها في كتابات المسند.

## مضامين الزبور
أما مضامين كتابات الزبور، فإنها تدور حول موضوعات، تخص الحياة اليومية والعملية للناس والمعاملات بينهم. وهذه الموضوعات تخص:
- رسائل شخصية بين الناس.
- صكوك مالية.
- سجلات بأسماء أشخاص وبطون.
- معاملات بيع وشراء ورهن.
- اتفاقات مشاركة في زراعة أرض أو مشاطرة في تربية مواشي.
- توزيع المياه على أرض زراعية.
- رسائل عتاب واطمئنان.
- سحر وتعاويذ.
- تدوين الأحلام بغية تفسيرها.

## نماذج من نقوش الزبور
نقش جبل ذبوب (أول بسملة كاملة)
هو أول نقش يحتوي بسملة كاملة على الإطلاق، أكتشفه مواطن يمني عام 2018 في منطقة الضالع في اليمن، مكتوب على واجهة صخرية مرتفعة، تقع أعلى الجهة الشرقية لجبل ذَبُوْب، الذي يبعد عن بلدة ذي عنّاص التابعة لعزلة زُبيد باتجاه الشرق بحوالي كيلومتر. وتمت دراسته من قبل الدكتور محمد علي الحاج، وقوام النقش سطران مكتملان كُتبا بخط زبوري واضح الغور، تشير طريقة زبرهما إلى مهارة في كتابة خط الزبور. وتأتي أهمية النقش في احتوائه على معطيات تاريخية ولغوية جديدة، منها أنه أول نقش يأتي على ذكر آية التوحيد (البسملة) مكتملة، فضلًا عن عدد من الألفاظ التي يرد ذكرها لأول مرة في لغة النقوش اليمنية القديمة، على نحو: ر ز ق ن (الرزق)، ش ك م ت (العطاء، القوة)، م خ هـ (عقله)، أ ي م ن (الإيمان)، كل ذلك يجعل من هذا النقش وثيقة تاريخية مهمة. ويزيد من أهمية النقش أن تاريخه يعود إلى القرن السابع الميلادي (الأول الهجري) وربما إلى نهاية القرن السادس الميلادي، وأنه يؤرخ لانتشار خط الزبور اليماني بين عامة سكان اليمن القديم، بما في ذلك سكان المرتفعات اليمنية، واستمرار الكتابة به إلى حوالي القرن الأول وربما الثاني الهجري، بعكس ما كان يعتقد عن توقف استخدام لغة اليمن القديم وخطها في التدوين بعد دخول الإسلام مباشرة، والنقش ذو طابع تذكاري في الثناء على الله بوصفه الرحمن الرحيم رب السماوات، وفيه يلتمس كاتبه الرزق من الله، وأن يزيد قلبه قوة إيمانٍ وتصديقٍ به، ليزداد قلبه ووجدانه حبًا لله وخضوعاً له.

## نقوش زبورية بانتظار الدراسة
بلغ عدد النقوش الزبورية المكتشفة حتى اليوم 7000 نقش، ولم يتجاوز المنشور منها 345. الأغلب منها موجود في المتحفين الوطني والعسكري بصنعاء اللذين يوجد بهما ما يقرب من 6000 نقش، وفي جامعة ميونخ حوالي 800 نقش، كما يوجد في ليدين 300 نقش، وفي قسم الآثار بجامعة صنعاء مجموعة قليلة منها، بالإضافة إلى مجموعة أخرى يتجاوز عددها 150 موجودة حالياً في منطقة مقولة جنوب صنعاء، وهي بحالة سيئة جداً وتحتاج ترميم مستعجل، كما هو الحال في مجموعة عبد الملك السياني ومجموعة مهدي مقولة وغيرهما.

## نقوش مختلفة بخط الزبور